# AMAG Austria Metall
Die AMAG Austria Metall AG, kurz AMAG, am Standort Ranshofen, einem Stadtteil von Braunau am Inn (Oberösterreich), ist der größte österreichische Aluminiumkonzern. Die AMAG ist Anbieter von Primäraluminium und Aluminiumhalbzeug.

## Unternehmensgeschichte

### Gründung und Verstaatlichung
Nach dem Anschluss Österreichs an Nazi-Deutschland wurde 1939 von der Vereinigten Aluminiumwerke AG, Berlin in Ranshofen bei Braunau am Inn eine als Mattigwerk (benannt nach dem Fluss Mattig) bezeichnete Aluminiumhütte errichtet. Nach dem Zweiten Weltkrieg besetzten US-Truppen das Werk und übergaben dieses 1946 an die wiedererrichtete Republik Österreich.
Die 1946 von der Republik Österreich gegründete Aluminiumwerke Ranshofen GmbH hatte als Auffanggesellschaft 1957 die bis dahin öffentlich verwalteten, in Österreich gelegenen Vermögensteile der Vereinigte Aluminiumwerke AG, Berlin, faktisch übernommen. Diese Betriebsstätten, die Aluminiumhütte in Ranshofen und der Bauxitbergbau Unterlaussa wurden 1946 verstaatlicht.
Die Österreichische Metallwerke Aktiengesellschaft wurde 1948 durch die Republik Österreich gegründet und errichtete in Ranshofen Press- und Walzwerksanlagen zur Erzeugung von Aluminiumhalbzeug.

### Vereinigte Metallwerke Ranshofen-Berndorf (VMW)
1957 erfolgte die Verschmelzung der Aluminiumwerke Ranshofen GesmbH und der Österreichische Metallwerke AG mit der 1946 ebenfalls verstaatlichten Berndorfer Metallwarenfabrik Arthur Krupp AG, Berndorf, als aufnehmende Gesellschaft, deren Firmierung im Zusammenhang mit dieser Fusion auf Vereinigte Metallwerke Ranshofen-Berndorf AG abgeändert wurde. 1958 erfolgte Sitzverlegung von Berndorf nach Braunau. Auf Grund einer weiteren Verschmelzung wurde 1958 die Leichtmetall-GesmbH, Wien-Berndorf, in die Vereinigte Metallwerke Ranshofen-Berndorf AG aufgenommen.
Die Gesellschaft hatte Betriebe in Ranshofen, Berndorf, Amstetten, Unterlaussa und Esslingen am Neckar sowie ein Forstgut in Halltal bei Mariazell. Sie erzeugte Hüttenaluminium und Aluminiumlegierungen in Barren, Halbzeug aus Aluminium und Aluminiumlegierungen, Halbzeug aus Buntmetall, Metallwaren, Apparate und Behälter, Fensterrahmen u. dgl., Bestecke, Tafelgeräte und Geschenkartikel, Filmgiessbänder sowie Bauxit. Beschäftigt wurden rund 4.400 Arbeiter und Angestellte. Die Unternehmung besaß sämtliche Stammanteile der Gemeinnützige Wohnungsgesellschaft „Arthur Krupp“ GesmbH, Berndorf sowie sämtliche Aktien der J. C. Klinkosch AG, Wien, mit welcher ein Organschaftsverhältnis bestand. Im Herbst 1960 wurden sämtliche Anteilsrechte der ehemaligen ausländischen Tochtergesellschaften Societa per Azioni Italiana Metalli ed Argenteria Arthur Krupp, Mailand und Berndorfer Metall-Werk AG, Luzern erworben.
Zur weiteren branchenweisen Zusammenfassung verstaatlichter Industrieunternehmen wurden 1974 die Vereinigte Wiener Metallwerke AG, die Montanwerke Brixlegg GesmbH gegen Gewährung von Aktien an die Österreichische Industrieverwaltungs-AG, sowie die Metallwerk Möllersdorf AG gegen Aufgabe der Aktien an der übertragenden Gesellschaft mit der Vereinigte Metallwerke Ranshofen-Berndorf AG durch Aufnahme verschmolzen. 1978 wurde die Berndorfer Aluminium-Verarbeitungs GesmbH, Berndorf, durch Aufnahme verschmolzen. In etwa zur selben Zeit wurde mit der Auseinandersetzung um eine Inbetriebnahme des Kernkraftwerks Zwentendorf bekannt, dass die VMW Ranshofen, Großverbraucher von elektrischer Energie, einen eklatant günstigen Strompreis erhielten, der als verdeckte Förderung der Aluminiumproduktion gesehen werden konnte.
1981 wurde der Bau einer Dosenfabrik im niederösterreichischen Enzesfeld beschlossen, das 1983 in Betrieb ging. Dieses Dosenwerk wurde 1983–2016 von Rexam betrieben.

### Umstrukturierung zur Austria Metall AG unter dem Dach der ÖIAG
1984 wurden die Finalbetriebe in Berndorf und Wien verselbständigt und in eigenverantwortliche GesmbH’s umgewandelt (die Berndorf Metallwaren GesmbH wurde 1988 zu 100 % in Form eines Management-Buy-out privatisiert). Mit Beginn 1985 wurde das Unternehmen in Austria Metall Aktiengesellschaft (AMAG) umbenannt.
Im Zuge eines von der Österreichischen Industrieholding AG (ÖIAG) beschlossenen Strukturkonzeptes für die Betriebe des ÖIAG-Konzerns, das nach dem Prinzip der koordinierten Dezentralisation die alten Teilkonzerne in kleinere Gesellschaften gliedert und diese nach ihrer branchenweisen Zugehörigkeit zu Branchenkonzernen neu ordnete, trat bei der Austria Metall AG eine tiefgreifende Neustrukturierung ein: Die Austria Metall AG gliederte rückwirkend mit 1. Jänner 1987 ihre operativen Funktionen in selbständige Gesellschaften aus und konzentrierte sich ausschließlich auf Funktionen einer Holdinggesellschaft für den Bereich NE-Metalle.
Die Erzeugung und Verarbeitung von Hüttenaluminium wurden in die AMAG Metall GesmbH, Ranshofen, der Geschäftsbereich Sekundär-Aluminium in die Austria Sekundär-Aluminium GesmbH, Ranshofen, der Bereich Kupferhütte in die Montanwerke Brixlegg GesmbH, Brixlegg (diese Gesellschaft wurde 1989 zu 51 % an die Metallgesellschaft Austria AG, Wien, abgegeben), und der Kupfer-Halbzeugbereich in die Buntmetall Amstetten GesmbH, Amstetten (diese Gesellschaft wurde 1989 zu 100 % in Form eines Management-Buy-out privatisiert) ausgegliedert.
Anfang 1990 erfolgte eine neuerliche Umstrukturierung des Konzerns.

### Privatisierung

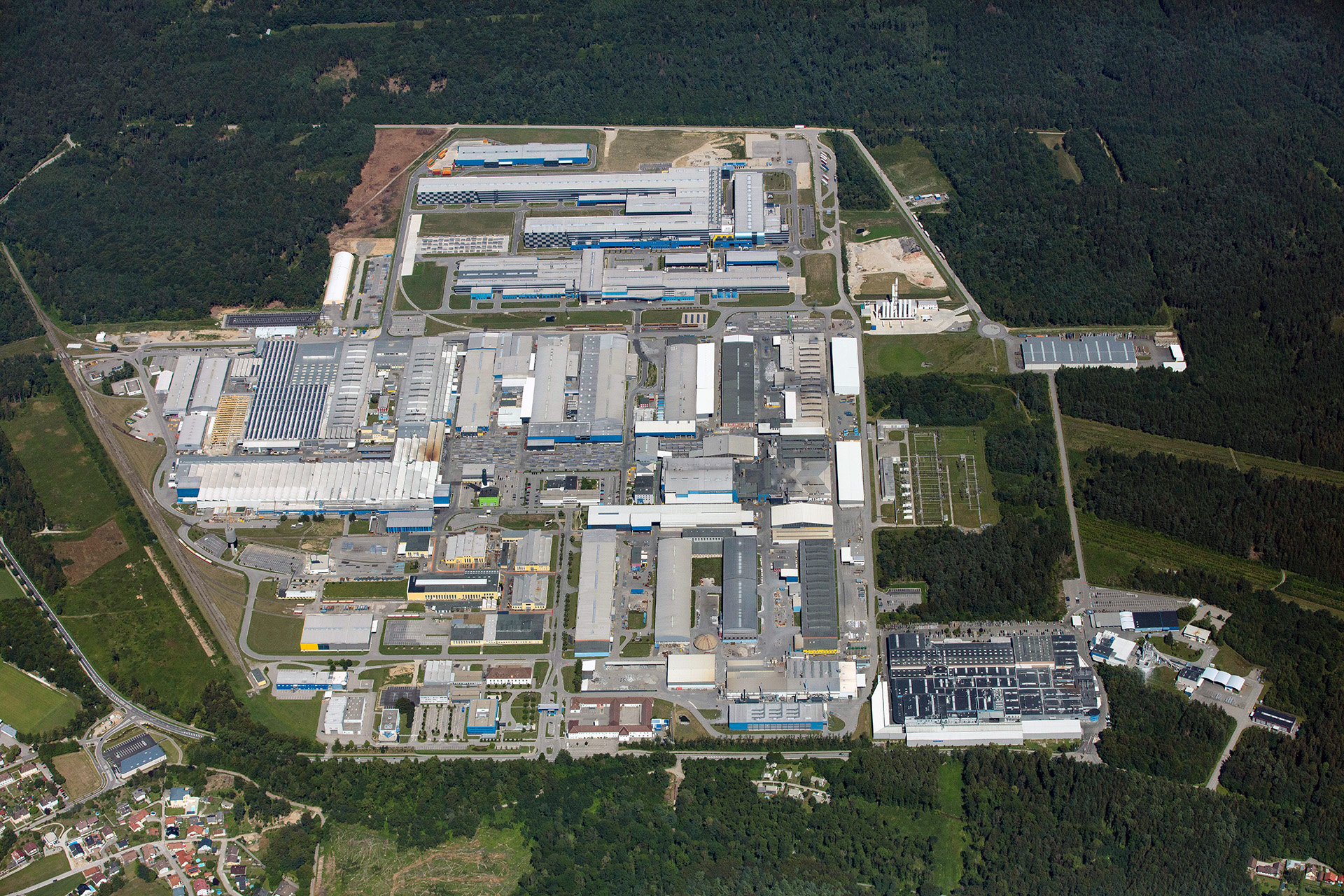
AMAG Ranshofen mit neuem Warm- und Kaltwalzwerk (2018)

1996 wurde die AMAG privatisiert. Durch das Management-Buy-out von Klaus Hammerer (40 %) mit Beteiligung von Constantia (40 %) und Arbeitnehmer Privatstiftung (20 %). 2007 kam es zum Aktienverkauf Hammerers an die Constantia Packaging AG, mit der Ausnahme der ehem. AMAG extrusion GmbH (Presswerk), die im Besitz Hammerers bleibt (jetzt HAI Hammerer Aluminium Industries GmbH). Außerdem wurde der Ankauf von 10 % der Arbeitnehmerstiftung durch die Constantia schließlich im November 2007 abgeschlossen.
Seit dem 8. April 2011 werden die Aktien der AMAG Austria Metall AG unter dem Börsenkürzel „AMAG“ im amtlichen Markt (Prime Market) der Wiener Börse gehandelt. Vom 24. September 2012 bis zum 23. September 2013 war das Unternehmen im ATX vertreten. 
Seit Oktober 2014 hält die B&C-Gruppe eine Stimmrechtsmehrheit von 52,7 % an der AMAG Austria Metall AG.
Im November 2014 eröffnete die AMAG das neue Warmwalzwerk sowie die Plattenfertigung und die erweiterte Gießerei am Standort Ranshofen. Im Juni 2017 erfolgte die Eröffnung des neuen Kaltwalzwerks sowie der zugehörigen Finalanlagen. Parallel wurden auch wieder die Gießerei- und Recyclingkapazitäten erweitert. Damit wurde die 535 Mio. EUR Werkserweiterung erfolgreich abgeschlossen. Am Standort Ranshofen befindet sich somit das modernste Aluminiumwalzwerk Europas.
Im Geschäftsjahr 2017 überschritt der Umsatz der AMAG erstmals 1 Mrd. EUR, der Absatz erreichte einen neuen Rekord mit 421.700 Tonnen, das Recycling mit 348.000 Tonnen eingesetztem Aluminiumschrott.
AMAG wurde im September 2018 als weltweit erstes integriertes Unternehmen mit Walzwerk, Gießerei und Recycling nach dem ASI-Performance Standard zertifiziert.

## Konzerndaten
2024:
- Umsatz (Mio. €): 1.448,8
- EBITDA (Mio. €): 179,2
- Ergebnis nach Ertragssteuern (Mio. €): 43,2
- Mitarbeiter: 2.237

2023:
- Umsatz (Mio. €): 1.459,2
- EBITDA (Mio. €): 188,4
- Ergebnis nach Ertragssteuern (Mio. €): 66,4
- Mitarbeiter: 2.246

## Operative Gesellschaften und Betriebe
Kennzahlen 2024
- AMAG rolling GmbH (= Walzsparte)
  - Absatz: 205.400 Tonnen
  - Umsatz (Mio. €): 990,9
  - Beschäftigte: 1.694
  - Hauptmärkte: Westeuropa, Nordamerika, Asien
  - Hauptabnehmer: Verpackungsbranche, Maschinenbau, Automobil- und Luftfahrtindustrie, Transport-, Elektro- und Bauindustrie, Ski- und Sportartikelhersteller
  - Hauptprodukte: Glanzqualitäten, Trittbleche, Shates, Platten, Bleche und Bänder, Kathodenbleche, lotplattierte Werkstoffe, hochfeste Werkstoffe (z. B. Titanal) für Sport und Industrie, aber auch unterschiedlichste Legierungen für Automotive- und Luftfahrtindustrie
- AMAG casting GmbH (= Gusssparte)
  - Absatz: 93.200 Tonnen
  - Umsatz (Mio. €): 141,3
  - Beschäftigte: 123
  - Hauptmärkte: Deutschland, Österreich, Italien, Beneluxstaaten
  - Hauptprodukte: HSG-Massel, 2-Teiler-Massel, Sows und Flüssigaluminium
  - Hauptkunden: Automobil- und Zuliefererindustrie, Maschinenbau
- AMAG metal GmbH (Metallhandelsgesellschaft), wickelt als Metallhandelsgesellschaft den Metallfluss der AMAG-Gruppe ab und stellt damit die Schnittstelle des Konzerns zum Rohstoffmarkt dar.
  - Aluminerie Alouette
    - Produktion gesamt (t/Jahr): 600.000
    - 20 % Anteil AMAG
    - Partner: Alcan (40 %), Hydro (20 %), SGF/Marubeni (20 %)
    - Produkte:
      - Elektrolyse: Primäraluminium
      - Gießerei: Sows, Masseln

  - Beschäftigte AMAG metal GmbH (inkl. 20-prozentigen Personalanteil an der Aluminerie Alouette): 203
  - Absatz AMAG metal GmbH: 126.400 Tonnen
  - Umsatz AMAG metal GmbH (Mio. €): 311,1
- AMAG service GmbH (Standort-Services)

## Produkte
Die Austria Metall AG ist Anbieter von:
- Walzprodukten
- Gussprodukte
- Primäraluminium
- Komponenten